# Moldavien i Eurovision Song Contest 2014
Moldavien deltog i Eurovision Song Contest 2014 i Köpenhamn i Danmark. Man valde sitt bidrag Wild Soul genom tävlingen O melodie pentru Europa som avgjordes den 15 mars 2014. I Köpenhamn lyckades låten inte ta sig vidare till final. 

## O melodie pentru Europa 2014
Artister kunde skicka in sina bidrag fram till 23 januari 2014. Slutligen hade 64 bidrag mottagits av 58 olika artister. En liveaudition hölls den 1 februari 2014 där 62 av bidragen framfördes. En jurypanel, bestående av Anatol Chiriac (kompositör), Valentin Dânga (kompositör), Nelly Ciobanu (sångare och Moldaviens Eurovision-representant 2009), Aliona Triboi (sångare och musikolog), Andrei Sava (kompositör), Alex Calancea (producent), Ilona Stepan (dirigent), Igor Cobileanski (direktör) och Tatiana Postolachi (låtskrivare) valde ut 24 bidrag som gick vidare i tävlingen.

### Semifinalister
| Artist                       | Låt                       | Musik (m) / Text (t) |
| ---------------------------- | ------------------------- | --- |
| Alina Sorochina              | "Ascultă-mă tăcere"       | Marian Stârcea (m), Radmila Popovici-Paraschiv (t)                                                                               |
| Ana Cernicova                | "Dragostea divină"        | Ana Cernicova (m & t) |
| Anna Gulko                   | "Happy Tomorrow"          | Anna Gulko (m & t) |
| Aurel Chirtoacă              | "Urme de iubiri"          | Aurel Chirtoacă (m), Viorica Nagacevschi (t)                                                                                     |
| Boris Covali                 | "Perfect Day"             | Brandon Stone (m & t) |
| Carolina Gorun               | "Turn the Tide"           | Mathias Kallenberger (m & t), Andreas Berlin (m & t),Lawrence Bridge (m & t), Stephen Rudden (m & t), Andreas Anastasiou (m & t) |
| Cristina Scarlat             | "Wild Soul"               | Ivan Aculov (m), Lidia Scarlat (t)                                                                                               |
| Curly                        | "Your Recovery"           | Grigore Chirsanov (m), Luca Inga (t)                                                                                             |
| Dana Markitan                | "Queen of the Dancefloor" | Nikola Radunović (m & t), Dejan Nikodijević (m & t)                                                                              |
| Diana Brescan                | "Hallelujah"              | Eugen Doibani (m & t), Radmila Popovici (t)                                                                                      |
| Diana Staver                 | "One and All"             | Hannah Mancini (m & t), Raay (m), Charlie Masou (t)                                                                              |
| Doiniţa Gherman              | "Energy"                  | Doiniţa Gherman (m & t), Vadim Luchin (m), Cătălin Gondiu (t)                                                                    |
| Edict                        | "Forever"                 | Valeriu Cataraga (m), Sonyat Cioceacova (t)                                                                                      |
| Felicia Dunaf                | "The Way I Do"            | Eugen Doibani (m & t) |
| FLUX LIGHT                   | "Never Stop No"           | Alexandru Buhnă (m & t) |
| Glam Girls                   | "You Believed In Me"      | Niklas Peterson (m & t), Bridget Benenate (m & t), Mikael Albertsson (m & t), Andreas Anastasiou (m & t)                         |
| Lana Lights                  | "Solar Wind"              | Serghei Forman (m), Ana Colesnicov (t)                                                                                           |
| Lucia S.                     | "Frozen"                  | V. Catană (m), G. Corcega (t) |
| Margarita Ciorici & Metafora | "Vis"                     | Alexandru Gorbos (m), Vica Demici (t)                                                                                            |
| Mikaella                     | "Follow Your Dreams"      | Vladislav Bobotrîn (m & t) |
| Paralela 47                  | "Fragmente"               | Paralela 47 (m), Alecu Matrăguna (t)                                                                                             |
| Rodica Olişevschi            | "Without You"             | Rodica Olişevschi (m & t) |
| Tatiana Heghea               | "I'm Yours"               | David Daieres (m & t) |
| Vlad Ray                     | "Freedom"                 | Vladislav Bobotrîn (m & t) |

### Semifinal 1
Den första semifinalen gick av stapeln 11 mars 2014 med Evelina Vîrlan och Sergiu Bețnitchi som programledare. Sju bidrag gick vidare till finalen baserat på jury+teleröstning medan ett bidrag gick vidare baserat enbart på folkets röster.
| Semifinal 1 – 11 mars 2014 | Semifinal 1 – 11 mars 2014 | Semifinal 1 – 11 mars 2014 | Semifinal 1 – 11 mars 2014 | Semifinal 1 – 11 mars 2014 | Semifinal 1 – 11 mars 2014 | Semifinal 1 – 11 mars 2014 | Semifinal 1 – 11 mars 2014 | Semifinal 1 – 11 mars 2014 | Semifinal 1 – 11 mars 2014 |
| Nr                         | Artist                     | Låt                        | Jury                       | Jury                       | Tele                       | Tele                       | Totalt                     | Plats                      |                            |
| -------------------------- | -------------------------- | -------------------------- | -------------------------- | -------------------------- | -------------------------- | -------------------------- | -------------------------- | -------------------------- | -------------------------- |
| 1                          | Boris Covali               | "Perfect Day"              | 98                         | 12                         | 1,170                      | 12                         | 24                         | 1                          |                            |
| 2                          | FLUX LIGHT                 | "Never Stop No"            | 74                         | 7                          | 375                        | 5                          | 12                         | 4                          |                            |
| 3                          | Alina Sorochina            | "Ascultă-mă tăcere"        | 50                         | 3                          | 105                        | 0                          | 3                          | 10                         |                            |
| 4                          | Vlad Ray                   | "Freedom"                  | 40                         | 2                          | 167                        | 3                          | 5                          | 9                          |                            |
| 5                          | Felicia Dunaf              | "The Way I Do"             | 71                         | 6                          | 495                        | 6                          | 12                         | 4                          |                            |
| 6                          | Doinița Gherman            | "Energy"                   | 54                         | 4                          | 869                        | 8                          | 12                         | 4                          |                            |
| 7                          | Ana Cernicova              | "Dragostea divină"         | 80                         | 8                          | 596                        | 7                          | 15                         | 2                          |                            |
| 8                          | Diana Brescan              | "Hallelujah"               | 98                         | 10                         | 235                        | 4                          | 14                         | 3                          |                            |
| 9                          | Tatiana Heghea             | "I'm Yours"                | 21                         | 0                          | 1,046                      | 10                         | 10                         | 7                          |                            |
| 10                         | Rodica Olișevschi          | "Without You"              | 23                         | 0                          | 56                         | 0                          | 0                          | 12                         |                            |
| 11                         | Paralela 47                | "Fragmente"                | 60                         | 5                          | 123                        | 1                          | 6                          | 8                          |                            |
| 12                         | Carolina Gorun             | "Turn the Tide"            | 33                         | 1                          | 139                        | 2                          | 3                          | 10                         |                            |

| Detaljerade juryröster – Semifinal 1 | Detaljerade juryröster – Semifinal 1 | Detaljerade juryröster – Semifinal 1 | Detaljerade juryröster – Semifinal 1 | Detaljerade juryröster – Semifinal 1 | Detaljerade juryröster – Semifinal 1 | Detaljerade juryröster – Semifinal 1 | Detaljerade juryröster – Semifinal 1 | Detaljerade juryröster – Semifinal 1 | Detaljerade juryröster – Semifinal 1 | Detaljerade juryröster – Semifinal 1 | Detaljerade juryröster – Semifinal 1 | Detaljerade juryröster – Semifinal 1 | Detaljerade juryröster – Semifinal 1 |
| Nr                                   | Artist                               | Låt                                  | A. Calancea                          | A. Sava                              | C. Pintilie                          | T. Postolachi                        | R. Ţaranu                            | I. Stepan                            | N. Ciobanu                           | A. Chiriac                           | I. Jeltova                           | Totalt                               | Jurypoäng                            |
| ------------------------------------ | ------------------------------------ | ------------------------------------ | ------------------------------------ | ------------------------------------ | ------------------------------------ | ------------------------------------ | ------------------------------------ | ------------------------------------ | ------------------------------------ | ------------------------------------ | ------------------------------------ | ------------------------------------ | ------------------------------------ |
| 1                                    | Boris Covali                         | "Perfect Day"                        | 12                                   | 12                                   | 11                                   | 11                                   | 11                                   | 11                                   | 11                                   | 10                                   | 9                                    | 98                                   | 12                                   |
| 2                                    | FLUX LIGHT                           | "Never Stop No"                      | 10                                   | 9                                    | 10                                   | 7                                    | 5                                    | 7                                    | 9                                    | 9                                    | 8                                    | 74                                   | 7                                    |
| 3                                    | Alina Sorochina                      | "Ascultă-mă tăcere"                  | 7                                    | 6                                    | 5                                    | 3                                    | 6                                    | 9                                    | 3                                    | 6                                    | 5                                    | 50                                   | 3                                    |
| 4                                    | Vlad Ray                             | "Freedom"                            | 6                                    | 4                                    | 4                                    | 8                                    | 8                                    | 3                                    | 1                                    | 3                                    | 3                                    | 40                                   | 2                                    |
| 5                                    | Felicia Dunaf                        | "The Way I Do"                       | 5                                    | 11                                   | 9                                    | 6                                    | 9                                    | 8                                    | 4                                    | 8                                    | 11                                   | 71                                   | 6                                    |
| 6                                    | Doinița Gherman                      | "Energy"                             | 8                                    | 7                                    | 7                                    | 5                                    | 4                                    | 2                                    | 7                                    | 7                                    | 7                                    | 54                                   | 4                                    |
| 7                                    | Ana Cernicova                        | "Dragostea divină"                   | 4                                    | 8                                    | 2                                    | 10                                   | 12                                   | 10                                   | 12                                   | 12                                   | 10                                   | 80                                   | 8                                    |
| 8                                    | Diana Brescan                        | "Hallelujah"                         | 9                                    | 10                                   | 12                                   | 12                                   | 10                                   | 12                                   | 10                                   | 11                                   | 12                                   | 98                                   | 10                                   |
| 9                                    | Tatiana Heghea                       | "I'm Yours"                          | 2                                    | 2                                    | 3                                    | 1                                    | 1                                    | 1                                    | 8                                    | 1                                    | 2                                    | 21                                   | 0                                    |
| 10                                   | Rodica Olișevschi                    | "Without You"                        | 3                                    | 1                                    | 1                                    | 4                                    | 2                                    | 4                                    | 2                                    | 2                                    | 4                                    | 23                                   | 0                                    |
| 11                                   | Paralela 47                          | "Fragmente"                          | 11                                   | 5                                    | 6                                    | 9                                    | 7                                    | 6                                    | 5                                    | 5                                    | 6                                    | 60                                   | 5                                    |
| 12                                   | Carolina Gorun                       | "Turn The Tide"                      | 1                                    | 3                                    | 8                                    | 2                                    | 3                                    | 5                                    | 6                                    | 4                                    | 1                                    | 33                                   | 1                                    |

### Semifinal 2
Den andra semifinalen ägde rum 13 mars 2014 och likt den första semifinalen tog sig totalt 8 bidrag till final.
| Semifinal 2 – 13 mars 2014 | Semifinal 2 – 13 mars 2014   | Semifinal 2 – 13 mars 2014 | Semifinal 2 – 13 mars 2014 | Semifinal 2 – 13 mars 2014 | Semifinal 2 – 13 mars 2014 | Semifinal 2 – 13 mars 2014 | Semifinal 2 – 13 mars 2014 | Semifinal 2 – 13 mars 2014 |
| Nr                         | Artist                       | Låt                        | Jury                       | Jury                       | Tele                       | Tele                       | Totalt                     | Plats                      |
| -------------------------- | ---------------------------- | -------------------------- | -------------------------- | -------------------------- | -------------------------- | -------------------------- | -------------------------- | -------------------------- |
| 1                          | Cristina Scarlat             | "Wild Soul"                | 102                        | 10                         | 554                        | 10                         | 20                         | 1                          |
| 2                          | Anna Gulko                   | "Happy Tomorrow"           | 45                         | 2                          | 169                        | 3                          | 5                          | 11                         |
| 3                          | Curly                        | "Your Recovery"            | 79                         | 8                          | 497                        | 8                          | 16                         | 3                          |
| 4                          | Diana Staver                 | "One And All"              | 9                          | 0                          | 493                        | 7                          | 7                          | 6                          |
| 5                          | Dana Markitan                | "Queen of the Dancefloor"  | 53                         | 5                          | 134                        | 1                          | 6                          | 9                          |
| 6                          | Aurel Chirtoacă              | "Urme de iubiri"           | 75                         | 7                          | 120                        | 0                          | 7                          | 6                          |
| 7                          | Edict                        | "Forever"                  | 47                         | 3                          | 250                        | 5                          | 8                          | 5                          |
| 8                          | Margarita Ciorici & Metafora | "Vis"                      | 43                         | 1                          | 428                        | 6                          | 7                          | 8                          |
| 9                          | Lucia S.                     | "Frozen"                   | 103                        | 12                         | 243                        | 4                          | 16                         | 3                          |
| 10                         | Mikaella                     | "Follow Your Dreams"       | 73                         | 6                          | 2,126                      | 12                         | 18                         | 2                          |
| 11                         | Glam Girls                   | "You Believed In Me"       | 49                         | 4                          | 141                        | 2                          | 6                          | 9                          |
| 12                         | Lana Lights                  | "Solar Wind"               | 24                         | 0                          | 41                         | 0                          | 0                          | 12                         |

| Detaljerade juryröster – Semifinal 2 | Detaljerade juryröster – Semifinal 2 | Detaljerade juryröster – Semifinal 2 | Detaljerade juryröster – Semifinal 2 | Detaljerade juryröster – Semifinal 2 | Detaljerade juryröster – Semifinal 2 | Detaljerade juryröster – Semifinal 2 | Detaljerade juryröster – Semifinal 2 | Detaljerade juryröster – Semifinal 2 | Detaljerade juryröster – Semifinal 2 | Detaljerade juryröster – Semifinal 2 | Detaljerade juryröster – Semifinal 2 | Detaljerade juryröster – Semifinal 2 | Detaljerade juryröster – Semifinal 2 |
| Nr                                   | Artist                               | Låt                                  | A. Calancea                          | A. Sava                              | C. Pintilie                          | T. Postolachi                        | R. Ţaranu                            | I. Stepan                            | N. Ciobanu                           | A. Chiriac                           | I. Jeltova                           | Totalt                               | Jurypoäng                            |
| ------------------------------------ | ------------------------------------ | ------------------------------------ | ------------------------------------ | ------------------------------------ | ------------------------------------ | ------------------------------------ | ------------------------------------ | ------------------------------------ | ------------------------------------ | ------------------------------------ | ------------------------------------ | ------------------------------------ | ------------------------------------ |
| 1                                    | Cristina Scarlat                     | "Wild Soul"                          | 12                                   | 12                                   | 12                                   | 11                                   | 10                                   | 11                                   | 11                                   | 12                                   | 11                                   | 102                                  | 10                                   |
| 2                                    | Anna Gulko                           | "Happy Tomorrow"                     | 5                                    | 5                                    | 5                                    | 4                                    | 8                                    | 4                                    | 6                                    | 5                                    | 3                                    | 45                                   | 2                                    |
| 3                                    | Curly                                | "Your Recovery"                      | 11                                   | 10                                   | 10                                   | 9                                    | 6                                    | 9                                    | 10                                   | 6                                    | 8                                    | 79                                   | 8                                    |
| 4                                    | Diana Staver                         | "One and All"                        | 1                                    | 1                                    | 1                                    | 1                                    | 1                                    | 1                                    | 1                                    | 1                                    | 1                                    | 9                                    | 0                                    |
| 5                                    | Dana Markitan                        | "Queen of the Dancefloor"            | 9                                    | 4                                    | 9                                    | 8                                    | 3                                    | 7                                    | 7                                    | 2                                    | 4                                    | 53                                   | 5                                    |
| 6                                    | Aurel Chirtoacă                      | "Urme de iubiri"                     | 7                                    | 9                                    | 7                                    | 10                                   | 11                                   | 10                                   | 8                                    | 7                                    | 6                                    | 75                                   | 7                                    |
| 7                                    | Edict                                | "Forever"                            | 4                                    | 6                                    | 6                                    | 6                                    | 4                                    | 3                                    | 3                                    | 8                                    | 7                                    | 47                                   | 3                                    |
| 8                                    | Margarita Ciorici & Metafora         | "Vis"                                | 3                                    | 2                                    | 2                                    | 7                                    | 5                                    | 6                                    | 4                                    | 9                                    | 5                                    | 43                                   | 1                                    |
| 9                                    | Lucia S.                             | "Frozen"                             | 10                                   | 11                                   | 11                                   | 12                                   | 12                                   | 12                                   | 12                                   | 11                                   | 12                                   | 103                                  | 12                                   |
| 10                                   | Mikaella                             | "Follow Your Dreams"                 | 6                                    | 8                                    | 8                                    | 5                                    | 9                                    | 8                                    | 9                                    | 10                                   | 10                                   | 73                                   | 6                                    |
| 11                                   | Glam Girls                           | "You Believed In Me"                 | 8                                    | 7                                    | 4                                    | 3                                    | 7                                    | 2                                    | 5                                    | 4                                    | 9                                    | 49                                   | 4                                    |
| 12                                   | Lana Lights                          | "Solar Wind"                         | 2                                    | 3                                    | 3                                    | 2                                    | 2                                    | 5                                    | 2                                    | 3                                    | 2                                    | 24                                   | 0                                    |

### Final
Finalen gick av stapeln lördagen 15 mars 2014. Totalt deltog 16 bidrag i finalen och startordningen lottades efter varje semifinal. Vinnare blev Cristina Scarlat med "Wild Soul".
| Final – 15 mars 2014 | Final – 15 mars 2014         | Final – 15 mars 2014 | Final – 15 mars 2014 | Final – 15 mars 2014 | Final – 15 mars 2014 | Final – 15 mars 2014 | Final – 15 mars 2014 | Final – 15 mars 2014 |
| Nr                   | Artist                       | Låt                  | Jury                 | Jury                 | Tele                 | Tele                 | Totalt               | Plats                |
| -------------------- | ---------------------------- | -------------------- | -------------------- | -------------------- | -------------------- | -------------------- | -------------------- | -------------------- |
| 1                    | Diana Staver                 | "One and All"        | 0                    | 0                    | 459                  | 0                    | 0                    | 14                   |
| 2                    | Doinița Gherman              | "Energy"             | 47                   | 3                    | 1,622                | 6                    | 9                    | 5                    |
| 3                    | Boris Covali                 | "Perfect Day"        | 111                  | 8                    | 11,978               | 12                   | 20                   | 2                    |
| 4                    | Tatiana Heghea               | "I'm Yours"          | 7                    | 0                    | 1,192                | 3                    | 3                    | 12                   |
| 5                    | Lucia S.                     | "Frozen"             | 114                  | 10                   | 3,048                | 7                    | 17                   | 3                    |
| 6                    | Margarita Ciorici & Metafora | "Vis"                | 35                   | 0                    | 433                  | 0                    | 0                    | 14                   |
| 7                    | Ana Cernicova                | "Dragostea divină"   | 61                   | 6                    | 1,220                | 5                    | 11                   | 4                    |
| 8                    | Edict                        | "Forever"            | 35                   | 0                    | 157                  | 0                    | 0                    | 14                   |
| 9                    | FLUX LIGHT                   | "Never Stop No"      | 62                   | 7                    | 850                  | 1                    | 8                    | 6                    |
| 10                   | Aurel Chirtoacă              | "Urme de iubiri"     | 59                   | 5                    | 162                  | 0                    | 5                    | 8                    |
| 11                   | Paralela 47                  | "Fragmente"          | 39                   | 1                    | 307                  | 0                    | 1                    | 13                   |
| 12                   | Diana Brescan                | "Hallelujah"         | 57                   | 4                    | 636                  | 0                    | 4                    | 9                    |
| 13                   | Mikaella                     | "Follow Your Dreams" | 34                   | 0                    | 3,768                | 8                    | 8                    | 6                    |
| 14                   | Curly                        | "Your Recovery"      | 39                   | 2                    | 950                  | 2                    | 4                    | 9                    |
| 15                   | Cristina Scarlat             | "Wild Soul"          | 122                  | 12                   | 8,305                | 10                   | 22                   | 1                    |
| 16                   | Felicia Dunaf                | "The Way I Do"       | 36                   | 0                    | 1,197                | 4                    | 4                    | 9                    |

| Detaljerade juryröster – Final | Detaljerade juryröster – Final | Detaljerade juryröster – Final | Detaljerade juryröster – Final | Detaljerade juryröster – Final | Detaljerade juryröster – Final | Detaljerade juryröster – Final | Detaljerade juryröster – Final | Detaljerade juryröster – Final | Detaljerade juryröster – Final | Detaljerade juryröster – Final | Detaljerade juryröster – Final | Detaljerade juryröster – Final | Detaljerade juryröster – Final | Detaljerade juryröster – Final | Detaljerade juryröster – Final |
| Nr                             | Artist                         | Låt                            | M. Culev                       | A. Sava                        | L. Știrbu                      | T. Postolachi                  | M. Chisaru                     | I. Stepan                      | N. Ciobanu                     | V. Bucun                       | P. Vutcărău                    | A. Chiriac                     | E. Negruţă                     | Total                          | Jury Points                    |
| ------------------------------ | ------------------------------ | ------------------------------ | ------------------------------ | ------------------------------ | ------------------------------ | ------------------------------ | ------------------------------ | ------------------------------ | ------------------------------ | ------------------------------ | ------------------------------ | ------------------------------ | ------------------------------ | ------------------------------ | ------------------------------ |
| 1                              | Diana Staver                   | "One and All"                  | 0                              | 0                              | 0                              | 0                              | 0                              | 0                              | 0                              | 0                              | 0                              | 0                              | 0                              | 0                              | 0                              |
| 2                              | Doinița Gherman                | "Energy"                       | 9                              | 0                              | 5                              | 7                              | 4                              | 0                              | 6                              | 0                              | 3                              | 4                              | 9                              | 47                             | 3                              |
| 3                              | Boris Covali                   | "Perfect Day"                  | 7                              | 11                             | 10                             | 10                             | 12                             | 11                             | 10                             | 9                              | 10                             | 10                             | 11                             | 111                            | 8                              |
| 4                              | Tatiana Heghea                 | "I'm Yours"                    | 5                              | 0                              | 0                              | 1                              | 1                              | 0                              | 0                              | 0                              | 0                              | 0                              | 0                              | 7                              | 0                              |
| 5                              | Lucia S.                       | "Frozen"                       | 10                             | 10                             | 9                              | 12                             | 7                              | 10                             | 12                             | 12                             | 12                             | 8                              | 12                             | 114                            | 10                             |
| 6                              | Margarita Ciorici & Metafora   | "Vis"                          | 6                              | 0                              | 7                              | 0                              | 0                              | 1                              | 0                              | 7                              | 7                              | 6                              | 1                              | 35                             | 0                              |
| 7                              | Ana Cernicova                  | "Dragostea divină"             | 12                             | 7                              | 0                              | 2                              | 6                              | 5                              | 8                              | 0                              | 5                              | 11                             | 5                              | 61                             | 6                              |
| 8                              | Edict                          | "Forever"                      | 4                              | 5                              | 8                              | 4                              | 9                              | 0                              | 0                              | 2                              | 0                              | 1                              | 2                              | 35                             | 0                              |
| 9                              | FLUX LIGHT                     | "Never Stop No"                | 1                              | 9                              | 2                              | 6                              | 11                             | 3                              | 7                              | 5                              | 6                              | 5                              | 7                              | 62                             | 7                              |
| 10                             | Aurel Chirtoacă                | "Urme de iubiri"               | 3                              | 6                              | 12                             | 3                              | 5                              | 9                              | 4                              | 3                              | 4                              | 2                              | 8                              | 59                             | 5                              |
| 11                             | Paralela 47                    | "Fragmente"                    | 0                              | 1                              | 6                              | 5                              | 0                              | 7                              | 2                              | 4                              | 8                              | 0                              | 6                              | 39                             | 1                              |
| 12                             | Diana Brescan                  | "Hallelujah"                   | 0                              | 8                              | 3                              | 9                              | 2                              | 8                              | 9                              | 8                              | 1                              | 9                              | 0                              | 57                             | 4                              |
| 13                             | Mikaella                       | "Follow Your Dreams"           | 0                              | 4                              | 0                              | 0                              | 3                              | 4                              | 1                              | 6                              | 9                              | 7                              | 0                              | 34                             | 0                              |
| 14                             | Curly                          | "Your Recovery"                | 2                              | 3                              | 4                              | 8                              | 0                              | 2                              | 5                              | 10                             | 2                              | 0                              | 3                              | 39                             | 2                              |
| 15                             | Cristina Scarlat               | "Wild Soul"                    | 11                             | 12                             | 11                             | 11                             | 10                             | 12                             | 11                             | 11                             | 11                             | 12                             | 10                             | 122                            | 12                             |
| 16                             | Felicia Dunaf                  | "The Way I Do"                 | 8                              | 2                              | 1                              | 0                              | 8                              | 6                              | 3                              | 1                              | 0                              | 3                              | 4                              | 36                             | 0                              |